# A Night Out (film 1916)
A Night Out è un film muto del 1916 diretto da George D. Baker.

## Produzione
Il film fu prodotto dalla Vitagraph Company of America (come A Blue Ribbon Feature).

## Distribuzione
Distribuito dalla V-L-S-E, il film uscì nelle sale cinematografiche statunitensi il 31 gennaio 1916.